# Borbetegségek
A borbetegségek azok a kedvezőtlen borelváltozások, amelyek mikroorganizmusok közreműködésével jönnek létre (pl. virágosodás, ecetesedés, nyúlósodás stb.). Borhiba minden olyan kedvezőtlen elváltozás, amelyet nem élőlények (mikroorganizmusok) okoznak (például oxidáltság, dugóíz stb.) A borhibákat könnyebb megelőzni, mint javítani, mert a helytelenül kezelt bor már soha nem lesz jó, csak esetleg iható.

## Barnatörés
A levegővel érintkezett bor színe a világosbarnától a csokoládébarnáig változik. Ennek oka az oxidáló enzimek a levegő oxigénjét közvetítik a borra. A bor sajátos, aszalt gyümölcsre emlékeztető szagot kap, íze pedig sherry-szerű, de kellemetlen. A Barnatörést a szőlőbogyóról a mustba kerülő oxidáló enzimek okozzák. Az oxidáló enzimeket a penészgombák termelik; minél rothadtabb a termés, annál több képződik. Megelőzni úgy lehet, hogy a levegőtől elzárva tartjuk (telt hordó, vagy telt palackban tartás). Kiküszöbölése: fejtés előtt a törésre való hajlam erőssége szerint hektoliterenként 5-15 g kálium-metabiszulfittal kénezzük a bort.

## Ecetesedés
Szúrós ecetszag, és íz jellemző rá. Előrehaladott állapotban a felületen nyálkaképződés. Tisztátlan munka, romlott gyümölcs, az előerjesztés az oka a kialakulásának, és az erjesztés során hosszabb ideig érintkezett levegővel. Megelőzni tiszta, gyors feldolgozással, a levegő kizárásával, az erjesztés helyes levezetésével lehet. Kiküszöbölése: Az ecetízt megszüntetni nem lehet, az ilyen bor megromlott, legfeljebb gyümölcsecet készítésére használható. (lásd. Itt)

## Élesztőszag
Az élesztőszag kialakulásának oka a bor az erjedés után sokáig állt meleg helyiségben a seprőn. Vagy túladagolt préselt élesztő. Megelőzni az erjedés után mielőbbi átfejtéssel, kénezéssel lehetséges. Kiküszöbölése: Ismételt átfejtésekkel, enyhén kénezett ballonba, a hiba kiküszöbölhető.

## Fehértörés
A ráeső fényben a bornak kékes opalizáló fénye van, ami a fehértörés fő jellemzője. A borban még fehérje és pektin van jelen, nem palack-érett. Megelőzni úgy lehet, hogy  átfejtéskor erősebben levegőztetjük. Kiküszöbölése: Ismételt átfejtésekkel, a hiba kiküszöbölhető.

## Feketetörés
A bor fekete színű lesz, mintha tinta lenne. Gondatlan feldolgozás, kis savtartalom miatt lesz ilyen, a bor vassal került érintkezésbe, ez a borban lévő csersavval vegyületet képez, amely a fekete színt adja. Megelőzni úgy lehet, hogy a gyümölcsöt, mustot és a bort óvjuk a vassal való érintkezéstől. Kiküszöbölése: kevés citromsav hozzáadásával, így a savtartalom megnövelésével csökkenthető a színváltozás.

## Nyúlósodás
A bor nyálkás lesz, és csöpögtetéskor szálat húz. Ez a kis savtartalom miatt van. Megelőzni úgy lehet, hogy a bort nem szabad túlvizezni, ne túl magas, de egyenletes hőmérsékleten erjesszük a bort. Kiküszöbölése: A bort tiszta nyírfa seprővel habzásig paskoljuk, hogy a nyálka szétszakadjon, adjunk hozzá kevés citromsavat.

## Tejsav íz
A bor szaga, íze savanyú-káposztára emlékeztet. Oka, hogy az erjedés leállt, magas hőmérsékleten ment végbe az erjedés; kis savtartalmú a must. Megelőzni úgy lehet, hogy biztosítjuk a megfelelő hőmérsékletet az erjedéshez; erjedés után a bort hűvös helyen tároljuk; gondoskodunk a megfelelő savtartalomról. Kiküszöbölése: Újbóli átfejtéssel, kénezéssel a betegség előrehaladását visszatarthatjuk, de az idegen íztől nem szabadíthatjuk meg a bort.

## Záptojásszag
A bornak kellemetlen, záptojásra emlékeztető szaga, íze van. Kénezésnél nem jártunk el eléggé körültekintően, a lecsöpögő ként az edény alján hagytuk. Megelőzni úgy lehet, hogy a kénmaradékot teljesen eltávolítjuk. Kiküszöbölése: enyhén kénezett ballonokba, hordókba át kell fejteni; a szag aránylag könnyen elillan, ha mégsem akkor újra fejtsük át, vagyis levegőztessük meg.

## Zavaros bor
zavaros bor: A fogyasztásra kerülő bor egyik értékmérője a tisztaság, mert általában véve csak a tiszta bornak van tiszta íze. A tisztítási folyamaton még át nem esett (murci), sok lebegő üledékanyagot tartalmazó bor, átnézve rajta a háttérnek csak torzított körvonalai látszanak. A zavarosodás oka lehet biológiai természetű, amely mikrobák ténykedésére vezethető vissza (erjedés, utóerjedés, biológiai savbomlás, seprőbomlás, nyúlósodás). A kristályos zavarosodás borkő (káliumhidrotartarát), borkősavas mész (Ca-tartarát) kiválásban nyilvánul meg.

## Borhibák
Borhiba: minden olyan kedvezőtlen elváltozás, amelyet nem élőlények (mikroorganizmusok) okoznak (például oxidáltság, dugóíz stb.)
- avas bor: Elvénült, fáradt benyomást keltő, harmóniájában széteső bor.
- azbeszt íz: A derítéshez, (szűréshez), használt gyenge minőségű azbeszttől származó íz. Az azbeszt, régebben a borászatban használt szűrőanyag. Mivel az egészségre káros (rákkeltő), használatát több országban, így hazánkban is tiltják.
- darabíz (levegőíz):  A darabban tartott borok oxidációja során az alkohol egy része aldehiddé oxidálódik. A nem teljesen tele töltött hordóban levő  borban, nem kívánt oxidáció megy végbe, különösen a gyümölcsboroknál kell erre is figyelni.
- dohos íz: Dohos, penészes hordó, amitől a bor is penészes (dohos) ízt kap. A penészgomba fonalai a hordó dongáiba is behatoltak, ezért az ilyen illatú hordó, illetve a benne tárolt bor illathibás lesz.
- dugóíz és illat: Amely a rossz minőségű vagy rosszul tárolt dugótól származik, általában egyedi jelenség.
- bagariaíz: A bagariabőr illatára emlékeztető, érett, kellemes boríz.
- bágyadt bor: Frissességét elvesztő, savszegény, kénessavhiányos bor.
- bakszag: Népies megnevezése a kénhidrogén (H2S) szagú boroknak. (záptojás) szag.
- baktaíz: A szekszárdi Bakta-dombról nevezték el ezt a borhibát, amelyet a mosatlan hordó okoz.
- élesztőíz: A seprőn, avagy a leülepedett borélesztőn hosszan tartott bor íze, amely borhiba. Az élesztő, a must és a bor legfontosabb mikroorganizmusa. A borélesztő, Saccharomyces cerevisiae erjeszti a mustot borrá.
- érdes bor: Sok cserzőanyagot tartalmazó, kellemetlen ízű bor.
- fagyott íz: A megfagyott, majd felengedett szőlőből készült bor kellemetlen íze.
- fémíz: A bor és a fém hosszantartó találkozásakor keletkező kellemetlen édeskés íz, oka gyümölcsfeldolgozás során fémmel hosszasan érintkező must, illetve a fémek kizárása a feldolgozáskor.
- főtt íz: A hőkezelés során túlhevített bor kellemetlen íze.
- fű íz: Az éretlen szőlőből készült bor íze.
- hordó illat, íz: A rosszul kezelt hordó nyers fa, doh vagy más kellemetlen illata, íze.
- húzós bor: Aránytalanul magas cserzőanyag-tartalmú bor.
- kénes íz: A frissen kénezett, vagy a túlkénezett, szúrós szagú  bor íze.
- levegő íz: Hosszabb ideig darabban tárolt bor íze. A levegővel való tartós érintkezés (oxidáció) hatására kialakuló fáradt, oxidált íz.
- muskátliíz: A szorbinsav, vagy a kálium-szorbát bomlásakor keletkező a muskátli szagára emlékeztető kellemetlen íz.
- opálos bor: Kissé zavaros bor. A borhiba, a tisztaság, vagy az erjedés kedvezőtlen körülményeinek okozata (homályos bor).
- papír íz: Amely azt jelzi, hogy a bor cellulózzal érintkezett például a szűrés folyamán.
- penészíz (dohosság): A rothadt szőlőből készült bor jellegzetes íze. Gyakran azonban penészes eszközöktől, főleg penészes hordótól kaphat ilyen ízt a bor.  Penészes,  vagy dohos hordóban tárolt bor jellegzetes íze. Okozói a Penicillium és Aspergilus gomba nemzetség tagjai.
- rókaíz (direkttermő íz): A direkttermő  Észak-Amerikából származó szőlőfajták (Noah, Izabella, Elvira, Othello stb.) borának jellegzetes, egyesek a  poloskához hasonló, másokat inkább a róka szagára emlékeztető kellemetlen íze, amelyet rókaíznek, labruszkaíznek is neveznek. Kis mennyiségű jelenlétük is már jól érzékelhető.
- savanyú bor: Magas illósav (például ecetsav) tartalmú bor, nem azonos a savas borral.
- zöld ízű bor: Éretlen szőlőből, éretlen kocsánytól származó kellemetlen boríz. Gyakran durva savú bor.